# Kaldred
Kaldred er et sommerhusområde i Nordvestsjælland med 405 indbyggere  (2024), beliggende 9 km sydvest for Havnsø, 9 km nord for Svebølle og 12 km øst for Kalundborg. Byen hører til Kalundborg Kommune og ligger i Region Sjælland. Sommerhusområdet ligger kun et par kilometer fra Saltbæk Vig og Sejerøbugten.
Kaldred hører til Bregninge Sogn. Bregninge Kirke ligger i landsbyen Bregninge 4 km mod sydøst.

## Kaldred Flyveplads
Kaldred Flyveplads eller Kalundborg Flyveplads mellem sommerhusområdet og Saltbæk Vig ejes af Kalundborg Kommune og benyttes især af svæveflyvere og motorflyvere fra Kalundborg Flyveklub, som har holdt til her siden 1961, og Polyteknisk Flyvegruppe. Flyvepladsen har en 700 m lang asfaltbane samt startspil og wirehenter til brug for svævefly.

## Historie
I 1898 beskrives Kaldred således: "Kaltred (gml. Form Kaldruthæ) med Pogeskole;" Målebordsbladet fra 1900-tallet viser 2 skoler.

### Jernbanen
Kaldred havde station på Hørve-Værslev Jernbane (1918-56). Kaldred Station var placeret på åbent land og blev i 1950 nedrykket til trinbræt. Stationsbygningen er bevaret på Eskebjergvej 106. Nordøst for stationen kan man følge et stykke af banens tracé, og mod sydvest kan man lidt nord for Eskebjergvej se fundamenterne for jernbanebroen over Bregninge Å.